# Dīmītrīs Lyacos
Dīmītrīs Lyacos (in greco: Δημήτρης Λυάκος; IPA: [ðiˈmitris liːˈakos]; 19 ottobre 1966) è uno scrittore greco.
Dīmītrīs Lyacos è considerato a livello internazionale il più noto autore greco contemporaneo.
Secondo diverse fonti internazionali tra cui il quotidiano italiano Il Corriere della Sera "negli ultimi anni ha iniziato a comparire anche tra i possibili futuri vincitori del premio Nobel (o almeno come unico greco vivente eleggibile)".
Le opere di Lyacos sono pubblicate esclusivamente in traduzione. Fino a 2024, la sua trilogia e il suo prequel Finché la vittima non sarà nostra non sono apparsi nell'originale greco.

## Vita
Lyacos è nato e cresciuto ad Atene dove ha frequentato la Facoltà di Diritto. È vissuto a Venezia dal 1988 al 1991 e successivamente, nel 1992, si è trasferito a Londra. Lì ha studiato filosofía nella University College London assieme ai filosofi analitici Ted Honderich e Tim Crane specializzandosi in Epistemologia e Metafisica, Filosofia della Grecia classica e Wittgenstein. Nel 2005 si è trasferito a Berlino. Attualmente vive tra Berlíno e Atene.
È l'autore della trilogia Poena damni e del romanzo Finché la vittima non sarà nostra. Rinomata per lo stile provocatorio e la combinazione di elementi innovatori di tematiche che provengono dalla tradizione letteraria con elementi della ritualità, religione, filosofia e antropologia, l'opera di Lyacos esamina nuovamente il gran corpus narrativo nel contesto di alcuni dei princípi fondamentali del Canone Occidentale. Finché la vittima non sarà nostra esplora lo spargimento di sangue come elemento costitutivo nella formazione della società e l'eventuale posizione dell'individuo in un mondo "permeato dalla violenza istituzionalizzata". Poena damni fu scritto nel corso di un período di trent'anni e durante questo tempo ogni libro è stato modificato e pubblicato in varie edizioni e strutturato secondo un gruppo di concetti come quello del capro espiatorio, della ricerca, del ritorno dei morti, della redenzione, della sofferenza fisica e dell'infermità mentale. I personaggi di Lyacos si trovano ad una certa distanza dalla società come se fossero dei fuggiaschi, proprio come il narratore in Z213: Exit, emarginati in una terra distopica come i personaggi di Con la gente dal ponte, o abbandonati come il protagonista di La prima morte la cui lotta per la sopravvivenza si svolge in un'isola deserta. In generale, la trilogia è stata interpretata come una “allegoria della sofferenza” insieme a opere di autori quali Gabriel García Márquez e Thomas Pynchon.

## Carriera
Nel 1992, Lyacos iniziò a definire una trilogia con il titolo complessivo di Poena damni, riferendosi al giudizio più terribile che le anime condannate all'inferno devono sopportare: la perdita della visione di Dio. La trilogia si è sviluppata gradualmente come un “lavoro in corso" durante trent'anni. La terza parte, La prima morte, è apparsa inizialmente in greco (Ο πρώτος θάνατος) e poi tradotta in inglese, spagnolo e tedesco. La seconda parte che porta il titolo Nyctivoe fu pubblicata inizialmente in greco e tedesco e nel 2005 anche in inglese. Quest'ultima opera è stata sostituita nel 2014 da una nuova versione con il titolo Con la gente dal ponte.

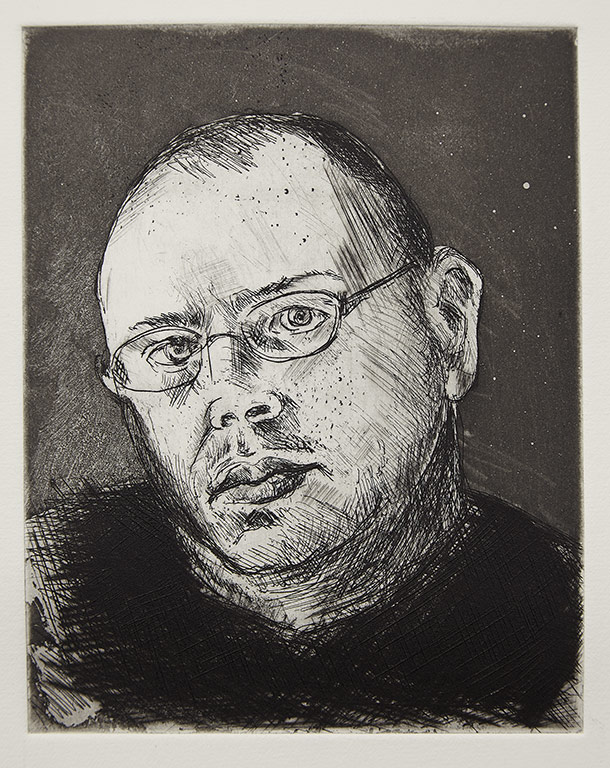
Dīmītrīs Lyacos in un'illustrazione di Walter Melcher

Molti artisti hanno tratto ispirazione dall'opera di Lyacos e l'hanno adattata a differenti forme artistiche. L'artista austríaca Sylvie Proidl, ha presentato a Vienna nel 1992 una serie di dipinti sul tema. Nel 2004, è stata portata in tour per l'Europa un'esposizione di sculture e suoni creata dallo scultore Fritz Unegg ed il produttore della BBC Piers Burton-Page. Nel 2005 l'artista visuale austriaco Gudrun Bielz ha presentato un video artistico ispirato da Nyctivoe. La Compagnia di Ballo Myia ha interpretato in Grecia, dal 2006 al 2009, una versione di Nyctivoe con un balletto contemporaneo. Nel 2013 è stata messa in atto una versione musicale e teatrale di Z213: Exit, presentata dai compositori greci Maria Aloupi ed Andreas Diktyopoulos ed interpretata da Das Neue Ensemble e dall'attore greco Dimitris Lignadis.
Dīmītrīs Lyacos è stato Ospite Internazionale in numerosi festivals, con più recente la sua presenza al Salone del Libro di Torino mentre conferenze sulla sua opera anno tenuto luogo in varie Università del mondo, tra cui Oxford, Trieste, Hong Kong, Nottingham e Trinity College, Dublino. Inoltre è Membro Onorario del Programma Internazionale di Scrittura della Università dell'Iowa. È uno degli autori greci più recenti ad aver ottenuto riconoscimenti internazionali. Poena damni è stata l'opera letteraria greca più rielaborata al mondo degli ultimi decenni e Z213: Exit il libro più venduto della poesia greca contemporanea tradotta in inglese.

## Finché la vittima non sarà nostra
Descritto come prequel della trilogia di Lyacos, Finché la vittima non sarà nostra delinea un ritratto della civiltà occidentale, esaminata e rivalutata dalle sue fondamenta giudaico-cristiane, attraverso l'industrializzazione e lo sviluppo di forme avanzate di coercizione, fino a un'armonia imposta dal controllo cibernetico. Impiegando narratori alternati, i capitoli autonomi del libro si completano a vicenda in modo simile a una sequenza di montaggio cinematografico.

## Poena damni

### Riassunto/Contesto
La trilogia sembra appartenere al genere della poesia tragica e del dramma epico sebbene allo stesso tempo chiaramente postmoderna. Omero, Eschilo e Dante sono intrisi in tutta l'opera così come le tematiche più oscure della poesia romantica assieme al simbolismo, all'espressionismo e ad un profondo interesse religioso e filosofico. Poena damni, nonostante i suoi tratti postmoderni, è stato relazionato semmai con la colta tradizione modernista di James Joyce e Virginia Woolf. La prima delle tre opere, Z213: Exit (Z213: ΕΞΟΔΟΣ), narra della fuga di un uomo da una città vigilata e del suo viaggio per territori che sembrano in egual modo sogni ed incubi. Nel secondo libro, Con la gente dal ponte (Με τους ανθρωπους απο τη γεφυρα), il protagonista di Z213: Exit diventa il narratore principale che appare come uno spettatore di una scena improvvisata che avviene sotto gli archi di una stazione del treno abbandonata. Il terzo libro, La prima morte, inizia con un uomo abbandonato in un'isola rocciosa e racconta in dettaglio dei suoi sforzi per sopravvivere così come della disintegrazione del suo corpo e dello smantellamento dei suoi bachi di memoria.

### Studio dell'opera

Poet Lyacos with a beater. Yiannis Melanitis, oil painting on prepared wooden panel, 104 x 39,2 cm, 2012-13

È difficile classificare l'opera poiché oltrepassa i comuni limiti del genere. Spesso assume forme narrative, mescolando poesia e prosa e allo stesso tempo si muove da una drammatica rappresentazione dei personaggi e della situazione in Con la gente dal ponte ad una lirica poetica molto forte per descrivere la desintegrazione e la eventuale apoteosi del corpo in La prima morte. Vengono poste in esame tutte le possibili divergenze tra il mondo esteriore che noi percepiamo e quello invece in maniera obiettiva; il lettore segue la corrente irregolare dei monologhi interiori derivati da eventi che accadono nel mondo esterno e che alla fine non saranno alto che un riflesso nella superficie di pensieri e sentimenti della mente del protagonista. Tuttavia, i corpi dei personaggi e la condizione fisica delle loro vite vengono descritti con scioccante serietà con lo scopo di creare una realtà alternativa o rivelare una dimensione occulta del mondo. Da questo punto di vista, l'opera è stata interpretata come una forma di “surfiction” per cui il mondo descritto nella trilogia lascia uno spazio aperto affinché il lettore partecipi con la propria esperienza interiore.

### Z213: Exit
Z213: Exit, scritto in una sorta di finto diario, è il racconto di un uomo sconosciuto che annota le sue esperienze durante un viaggio in treno per terre ignote. L'uomo è stato messo in libertà (oppure è fuggito) dopo un período de detenzione ellitticamente descritto nel suo diario con reminiscienze di un ospedale, una carcere, un ghetto o un'enclave. Le sue successive avventure attraverso paesaggi desolanti al margine della realtà si collocano in un ambiente molto dettagliato ed in un certo modo kafkiano. Durante il cammino, il protagonista indaga a fondo in quella che sembra essere una missione quasi religiosa ed allo stesso tempo una crescente sensazione di esser perseguitato introduce un elemento di suspense e qualità come nelle pellicole noir. Pertanto il testo si basa nella metafisica ma ricorda anche un romanzo giallo del 1940 su di un detective privato di L.A. che era molto vicino ad una scoperta straordinaria. Z213: Exit termina con la descrizione di un sacrificio nel quale il protagonista e “persone affamate banchettando” cucinano un agnello allo spiedo, facendo a pezzi e scuoiando il suo corpo che ancora belava e strappando le interiora come se stessero rispettando un rito sacro.

### Con la gente dal ponte
Con la gente dal ponte si basa sulla storia di un personaggio molto simile a Legione, il demone di Gerasa, di cui si narra nel Vangelo di Marco; vive in un cimitero, è tormentato dai demoni e si ferisce tagliandosi con pietre. Entra nel sepolcro della sua amata per cercare di aprire la bara nella quale lei sembra riposare in uno stato fisico non colpito dalla decomposizione e la forza del suo desiderio si riversa nel corpo gelido riportandolo in vita. La tomba diventa un “luogo bello e intimo” per gli innamorati che ancora sono capaci di abbracciarsi.
L'opera racconta, seconda una narrazione multiprospettica, una storia basata sul tema del "ritorno dal regno dei morti" mediante l'utilizzo della prima persona per conto di altri quattro personaggi: un uomo posseduto dai demoni cerca di resuscitare la sua amata ma finisce con l'unirsi a lei nella tomba. L'azione si svolge in un contesto che ricorda una festa dei morti oppure un'epidemia di vampiri. Ci sono chiari riferimenti alla tradizione Cristiana ed alla escatologia; l'opera risulta essere una contemplazione congiunta della salvezza collettiva che non trova una soluzione finale dopo un ultimo cambio narrativo.

### La prima morte
In La prima morte viene negato un posto al corpo mutilato che viene smembrato dalle rocce e che è soggetto ad un costante deterioramento, fisico e mentale, così come alla disarticolazione dei suoi meccanismi mentali. Il vincolo che tiene salda la vita tra la persona ed il corpo ancora persiste, e “in quel punto senza materia/dove il mondo va a scontrarsi e si allontana” le pulsioni meccaniche del cosmo si mettono in moto e lanciano nuovamente nello spazio questa sostanza irriducibile, causando, forse, una futura rigenerazione.

## Accoglienza della critica
Finché la vittima non sarà nostra è stato selezionato nella Top-10 del Salone Internazionale del Libro di Torino dal quotidiano italiano Il Giornale. Secondo il quotidiano, Lyacos immerge il lettore nella sua "letteratura totale". In una nota intitolata "Quell'inferno in cui ci chiude la società occidentale" il libro è denominato "Particolarmente adatto al clima di violenza che da qualche anno respiriamo con speciale intensità" e per cui per la vittima "la via d'uscita consiste unicamente nell'affidarsi al potere taumaturgico di un sistema superiore". Vanni Santoni nella Lettura del Corriere della Sera si riferisce a Lyacos come uno “dei possibili futuri vincitori del Nobel (o quantomeno come l’unico greco vivente papabile)” e considera il suo obiettivo quello “di creare un’opera-installazione, ancor prima che -mondo, in cui i giochi di rimandi, l’insistenza su certi temi e immagini, nonché quello che potremmo chiamare accanimento letterario, sono del tutto programmatici". Il libro è stato anche presentato come "una delle opere più radicali della letteratura contemporanea europea, una scrittura che si muove tra l’esegesi biblica e l’estetica post-human, tra Artaud e Genet, tra Blanchot e Pasolini".
Poena damni si pone come una delle opere più apprezzate della letteratura neogreca di questo secolo, con traduzioni che hanno ricevuto almeno settanta recensioni in tutto il mondo. L'opera è stata definita una delle “più discusse e lodate della letteratura europea contemporanea”. Viene spesso sottolineato, inoltre, come Lyacos sia riuscito a superare, con la sua scrittura, la distinzione tra modernismo e postmodernismo, basandosi su alcuni tra i testi più importanti del canone letterario occidentale. La critica si è focalizzata sull'ampio uso di riferimenti testuali provenienti da opere classiche, teologiche e non, in accordo con uno stile non convenzionale e totalmente nuovo. In un commento al testo, è stato sottolineato che "nonostante sia scritto magnificamente e in maniera struggente, i dettagli raccapriccianti di alcuni passaggi accrescono un senso di terrore al voltare di ogni pagina".
A partire del 2019 Lyacos è stato menzionato frequentemente per il Premio Nobel per la Letteratura.

## Interviste
Oltre alla vasta produzione già menzionata, Lyacos è stato protagonista di numerose interviste concepite per accompagnare e completare il lavoro letterario, ampliandolo con argomenti di natura intellettuale quali filosofia, teologia, cinema e arti in senso ampio, senza tralasciare, ovviamente, la letteratura. Tra le riviste che hanno ospitato il pensiero dell'autore figurano World Literature Today ("A World to Be Repaired - 2021"), 3:AM Magazine ("Entangled Narratives and Dionysian Frenzy" - 2020), Los Angeles Review of Books (Neighboring Yet Alien - 2019), BOMB ("A Dissociated Locus" - 2018) e Gulf Coast ("An Interview with Dimitris Lyacos" - 2018).
A pochi giorni dall'uscita dell'edizione italiana di Poena Damni, Lyacos ha rilasciato un'intervista al quotidiano Il Giornale nella quale si è dato spazio al pensiero dell'autore, sottolineando le influenze e il percorso che ha plasmato un'opera la cui stesura è durata trent'anni. Nel marzo 2025 è uscita in Italia sulla rivista Lo Spazio Letterario la sua intervista sulla violenza, dal titolo L'altro lato della violenza (originariamente pubblicata sulla rivista statunitense The Common).

## Opere
- Poena damni - La prima morte (Ο πρώτος θάνατος), Odos Panos, Atene, 1996, ISBN 960-7165-98-5.
- Poena damni - Nyctivoe, edizione in greco e tedesco, traduzione di Nina-Maria Jaklitsch, CTL Presse, Amburgo, 2001.
- Poena damni - Z213: Exit (Z213: ΕΞΟΔΟΣ), Dardanos Publishers, Atene, 2009, ISBN 960-402-356-X.
- Poena damni - Con la gente dal ponte (Με τους ανθρώπους από τη γέφυρα), 2014.

### Traduzioni in italiano
- Dimitris Lyacos, Poena damni, Milano, Il Saggiatore, 2022, ISBN 978-8842830436 (Vol. 1: Z213: Exit, Vol. 2: Con la gente del ponte, Vol. 3: La prima morte)
- Dimitris Lyacos. Finché la vittima non sarà nostra, Milano, Il Saggiatore 2025. ISBN 9788842834267.